# NR (New Radio)
 (mai 2025).
La mise en forme du texte ne suit pas les recommandations de Wikipédia : il faut le « wikifier ».
Les points d'amélioration suivants sont les cas les plus fréquents. Le détail des points à revoir est peut-être précisé sur la page de discussion.
- Les titres sont pré-formatés par le logiciel. Ils ne sont ni en capitales, ni en gras.
- Le texte ne doit pas être écrit en capitales (les noms de famille non plus), ni en gras, ni en italique, ni en « petit »…
- Le gras n'est utilisé que pour surligner le titre de l'article dans l'introduction, une seule fois.
- L'italique est rarement utilisé : mots en langue étrangère, titres d'œuvres, noms de bateaux, etc.
- Les citations ne sont pas en italique mais en corps de texte normal. Elles sont entourées par des guillemets français : « et ».
- Les listes à puces sont à éviter, des paragraphes rédigés étant largement préférés. Les tableaux sont à réserver à la présentation de données structurées (résultats, etc.).
- Les appels de note de bas de page (petits chiffres en exposant, introduits par l'outil «  Source ») sont à placer entre la fin de phrase et le point final[comme ça].
- Les liens internes (vers d'autres articles de Wikipédia) sont à choisir avec parcimonie. Créez des liens vers des articles approfondissant le sujet. Les termes génériques sans rapport avec le sujet sont à éviter, ainsi que les répétitions de liens vers un même terme.
- Les liens externes sont à placer uniquement dans une section « Liens externes », à la fin de l'article. Ces liens sont à choisir avec parcimonie suivant les règles définies. Si un lien sert de source à l'article, son insertion dans le texte est à faire par les notes de bas de page.
- La présentation des références doit suivre les conventions bibliographiques. Il est recommandé d'utiliser les modèles {{Ouvrage}}, {{Chapitre}}, {{Article}}, {{Lien web}} et/ou {{Bibliographie}}. Le mode d'édition visuel peut mettre en forme automatiquement les références.
- Insérer une infobox (cadre d'informations à droite) n'est pas obligatoire pour parachever la mise en page.

Pour une aide détaillée, merci de consulter Aide:Wikification.
Si vous pensez que ces points ont été résolus, vous pouvez retirer ce bandeau et améliorer la mise en forme d'un autre article.
Pour les articles homonymes, voir NR.
NR (New Radio) est la norme radio définie par le consortium 3GPP pour les réseaux de télécommunications de cinquième génération (5G). Elle remplace les interfaces LTE utilisées pour la 4G et marque une rupture technologique en termes de débit, latence et efficacité spectrale.

## Présentation
New Radio (NR) est l’interface d’accès radio (radio access technology) adoptée pour la 5G. Elle a été spécifiée à partir de la Release 15 du 3GPP, finalisée en 2018.
La norme New Radio a été spécifiée dans la Release 15 du 3GPP à partir de 2018. Elle permet des performances très supérieures à celles des générations précédentes, en matière de débit, de latence, de connectivité massive et d’efficacité énergétique. NR est conçue pour couvrir des cas d’usage très variés, allant des smartphones aux applications industrielles, en passant par les véhicules connectés et l’Internet des objets.
Elle est conçue pour répondre aux exigences des cas d’usage suivants :
- communications mobiles à très haut débit (eMBB) ;
- communications critiques à faible latence (URLLC) ;
- communications massives de capteurs (mMTC).

## Caractéristiques techniques
NR fonctionne sur une large gamme de bandes de fréquence, classées en deux catégories : les bandes en dessous de 6 GHz (FR1) et les bandes millimétriques (au-delà de 24 GHz, FR2). Elle prend en charge un découpage flexible de la ressource radio fondé sur un OFDMA ajustable et permet l’utilisation avancée du beamforming et du MIMO massif.
- Modulation : OFDM (avec options de sous-porteuses variables) ;
- Spectre : bandes inférieures à 6 GHz (Sub-6) et ondes millimétriques (mmWave) ;
- Débits théoriques : jusqu’à 20 Gbit/s (en liaison descendante) ;
- Latence : < 1 ms pour les usages critiques ;
- Architecture : peut fonctionner en mode autonome (SA) ou non-autonome (NSA) ;
- Compatibilité : interopérable avec le LTE dans des architectures hybrides 4G/5G.

## Déploiement
La norme NR est utilisée par la majorité des opérateurs pour leurs réseaux 5G commerciaux. Elle s’adapte aux contraintes régionales grâce à une flexibilité des bandes de fréquence et de largeur de bande.
En France, l’ARCEP a attribué des blocs de fréquences dans la bande 3,5 GHz pour les premiers déploiements 5G basés sur NR.

## Différences avec LTE
Contrairement au LTE utilisé en 4G :
- NR supporte des fréquences bien plus élevées (jusqu’à 100 GHz en théorie) ;
- elle intègre nativement des technologies comme le Massive MIMO et le beamforming adaptatif ;
- sa conception permet de segmenter dynamiquement les ressources radio selon les besoins des utilisateurs.

## Évolutions futures
NR constitue la base sur laquelle reposera l’évolution vers la 5G Advanced et la future 6G. Elle est conçue pour permettre l’extension vers des performances ultra-fiables et des communications critiques à faible latence, indispensables aux applications comme la chirurgie à distance ou les réseaux industriels automatisés.
NR est en constante évolution via les Release 16, 17 et 18 du 3GPP.
Elle prépare le terrain vers la 6G, en intégrant :
- intelligence artificielle dans le réseau radio ;
- économie d’énergie ;
- communication satellite-terrestre hybride.